# Стюарт Ръсел
Стюарт Ръсел (на английски: Stuart Russell) е британски информатик, теоретик в областта на изкуствения интелект.
Роден е в Портсмът, Англия. През 1982 година завършва с отличие физика в Уодъм Колидж, Оксфордски университет. Защитава дисертация по компютърни науки в Станфорд през 1986 година. После постъпва на работа в Калифорнийския университет Бъркли, където понастоящем е професор и завеждащ катедрата по компютърни науки. През 2003 година Ръсел е избран за член на Асоциацията по компютърна техника. Член е на Американската асоциация за изкуствен интелект и бивш член на управителния ѝ съвет.
Автор е на над 150 статии по широк кръг проблеми от изкуствения интелект. През 1989 година пише книгата си The Use of Knowledge in Analogy and Induction, посветена на индуктивните разсъждения и разсъжденията по аналогия, а през 1991 година в съавторство с Ерик Уефалд (Eric Wefald) пише книгата Do the Right Thing: Studies in Limited Rationality с изследвания върху ограничената рационалност.
Заедно с Питър Норвиг Ръсел пише известния учебник Artificial Intelligence: A Modern Approach (първо издание: 1995, второ издание: 2003 година), в който описва теорията на интелигентните агенти. Учебникът се използва в над 1100 университета по целия свят.